# Борсо дел Грапа
Борсо дел Грапа (итал. Borso del Grappa) је насеље у Италији у округу Тревизо, региону Венето.
Према процени из 2011. у насељу је живело 4410 становника. Насеље се налази на надморској висини од 185 м.

## Становништво
| 1931. | 1936. | 1951. | 1961. | 1971. | 1981. | 1991. | 2001. | 2011. |
| ----- | ----- | ----- | ----- | ----- | ----- | ----- | ----- | ----- |
| 4.436 | 3.848 | 3.764 | 3.440 | 3.512 | 3.812 | 3.932 | 4.935 | 5.913 |